# Nonea armeniaca
Nonea armeniaca är en strävbladig växtart som först beskrevs av Kusn., och fick sitt nu gällande namn av Aleksandr Alfonsovitj Grossgejm. Nonea armeniaca ingår i släktet nonneor, och familjen strävbladiga växter. Inga underarter finns listade i Catalogue of Life.